# Lespesia plaumanni
Lespesia plaumanni är en tvåvingeart som beskrevs av Guimaraes 1983. Lespesia plaumanni ingår i släktet Lespesia och familjen parasitflugor. Inga underarter finns listade i Catalogue of Life.